# Socket FS1
Socket FS1是AMD流動平台的處理器插座，供AMD Fusion處理器（核心代號“Llano”）流動版使用。使用該插座的AMD晶片組有A50M、A60M、A68M、A70M。最高可支援DDR3-1866記憶體。